# ヴィアトリス
ヴィアトリス（Viatris Inc）は、ペンシルベニア州キャノンズバーグに本社を置く、アメリカのグローバル製薬・ヘルスケア企業である。
2020年11月16日にマイランとファイザーの遺産部門であるアップジョンが合併して誕生した。
社名は、ラテン語で道を意味するviaと、3つを意味するtrisに由来し、同社が設定した3つの主な目的である、医薬品へのアクセスの拡大、革新を通じて患者のニーズに応えること、そして医療界からの信頼を得ることへの道を意味している。
ヴィアトリスは、2020年の総収入に基づき、2021年米国大企業のフォーチュン500ランキングで254位にランクインした。

## 歴史
2020年11月16日、アップジョンはマイランと逆モリス信託取引で合併し、社名をヴィアトリスに変更した。その際、マイケル・ゲトラーが最高経営責任者（CEO）に就任した。
合併後、同社はティッカーシンボルVTRSを用いてナスダック市場での取引を開始した。
2020年12月、同社はコスト削減のためのリストラ計画を発表し、全世界の従業員の最大20％、つまり世界中の施設で9,000人の雇用に影響を与えることになった。
2021年、ヴィアトリスは、フォーチュン誌が毎年発表する「Change the World（世界を変えよう）」リストで、「HIVの第一選択治療薬として初めて低価格の抗レトロウイルス薬と、液体に溶けるフルーツ味の錠剤の小児用製品を発売し、（過去）5年間で世界のHIV治療を一変させた」として5位に格付けされた。
2022年2月、ヴァイアトリスは、バイオコン・バイオロジクス社のバイオシミラー医薬品ポートフォリオと関連する商業・経営能力をバイオコン・バイオロジクス社に提供する代わりに、バイオコン・バイオロジクス社の株式12.9％以上を含む最大33億3500万ドルを取得する契約を発表した。この取引は2022年11月に完了した。2022年11月には、Oyster Point Pharma社とFamy Life Sciences社を総額7億～7億5,000万ドルで買収し、眼科部門を設立することで合意した 。買収は2023年1月に完了した。
2022年、ヴィアトリスはフォーブス誌から世界で最も優れた雇用者の一社に、ニューズウィーク誌からアメリカで最も責任ある企業の一社に選ばれた。
2023年4月1日、マイケル・ゲトラーの後任としてスコット・A・スミスがヴィアトリスのCEOに就任。スミスは2022年から同社の取締役を務めていた。
2023年4月、ヴィアトリスはLinkedInの「インドで最も働きたい企業25社」、および「アイルランドでキャリア開発を提供する企業25社」に選ばれた。
2023年5月、USAトゥデイ紙が、2019年から2021年にかけて温室効果ガス排出強度を削減した米国企業400社のリストにヴィアトリスを掲載。 
2023年6月、ヴィアトリスはフォーブスの世界大企業リスト「グローバル2000」に選出された。

## 製品

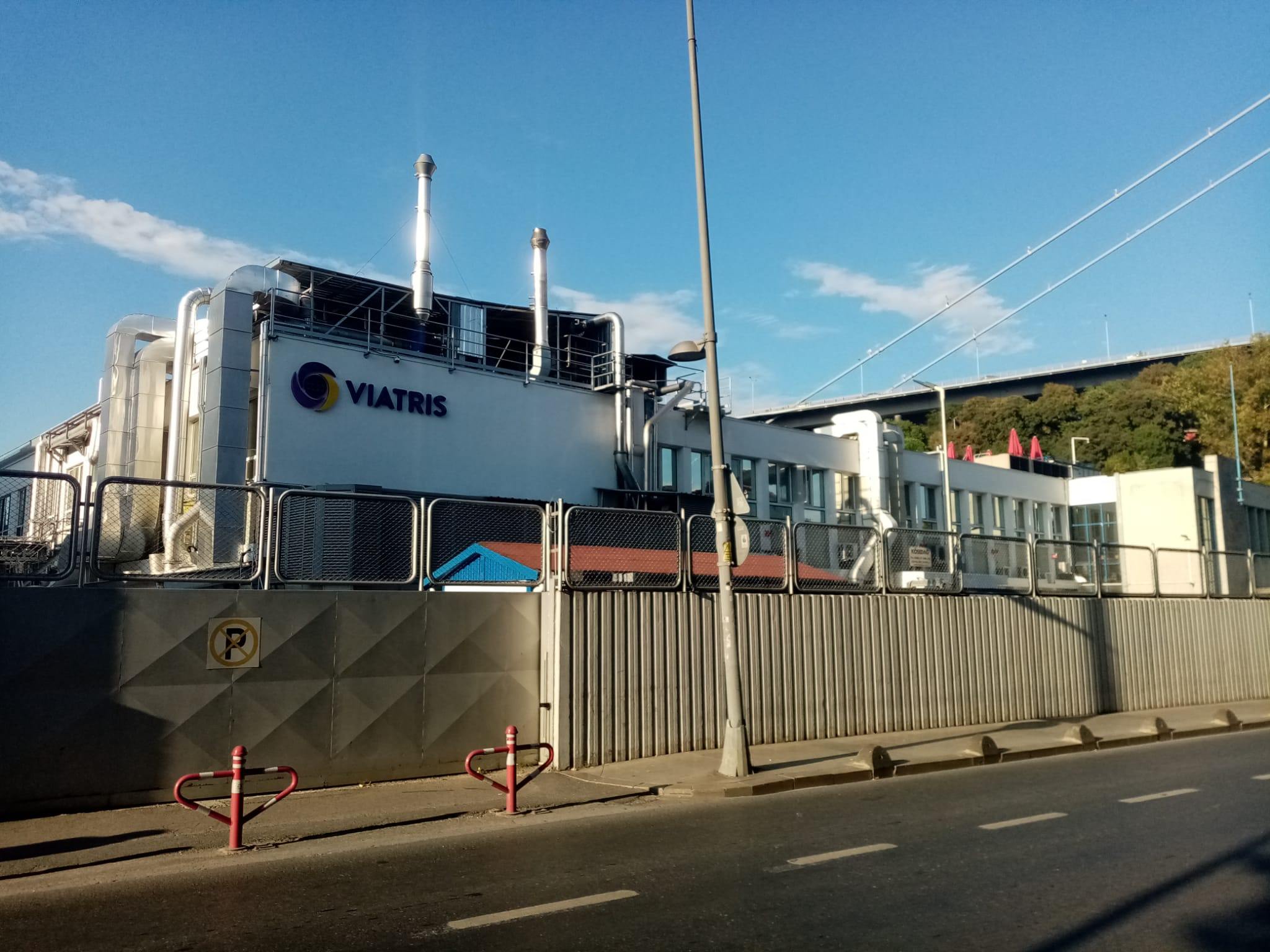
イスタンブールのヴィアトリス製薬工場 2023年5月27日

同社は様々な医薬品を製造・販売しており、1,400の治療用分子が承認されている。 ブランド薬（バイアグラ、ザナックス、リピトールなど）、ジェネリック医薬品（ブランドジェネリック、複合ジェネリック、バイオシミラー、一般用医薬品、原薬など）を保有している。ヴィアトリス製品は、循環器、感染症、腫瘍、免疫、中枢神経系および麻酔、女性ヘルスケア、糖尿病および代謝、消化器、呼吸器およびアレルギー、皮膚科などの治療分野をカバーしている。
ヴィアトリス設立以来、新たに上市または承認された製品は以下の通り：
バイオシミラー医薬品のアベブミー（ベバシズマブ）は2021年4月に欧州委員会の承認を取得した。
バイオシミラーであるヒュリオ（アダリムマブ）は、2021年2月に日本とカナダで発売された 。
バイオシミラーであるキクセル（インスリンアスパルト）が2021年2月に欧州委員会の承認を取得。
ドルテグラビルは、低・中所得国のHIV/AIDS患児の治療薬として、2020年12月に米国FDAの承認を取得。同製剤は、小児に投与しやすいようストロベリー風味となっており、従来の治療薬と比較して75％割引で入手可能となった。
セムグリー（インスリングラルギン-yfgn）は、2021年7月に米国FDAから初の互換性のあるバイオシミラーとして承認を受けた。この承認により、薬剤師はセムグリーを参照製品であるランタスと置き換えることができる。2021年11月には、互換性のあるバイオシミラーの先発品と非先発品が発売された。
ブリーナ（ブデソニド・フォルモテロールフマル酸塩二水和物吸入エアゾール）は、喘息およびCOPD治療薬シムビコートの最初のジェネリック医薬品として、2022年3月に米国FDAから承認を取得した。

## 提携企業
ヴァイアトリスの設立後、同社はバイオシミラー医薬品の使用拡大を提唱する業界団体、バイオシミラーフォーラムのメンバーとなった。
ヴィアトリスは、米国心臓病学会、NCDアライアンス、世界心臓連盟と提携し、世界中の非感染性疾患と闘うためのプラットフォームであるNCDアカデミーを設立した。
2020年12月、セサミワークショップと協力し、COVID-19の大流行により影響を受けている子どもたちとその介護者の社会的・感情的ニーズの管理を支援するためのリソースを作成した。
2021年4月、アトモ・ダイアグノスティックス社およびユニタイド社と提携し、HIV自己検査へのアクセスを135カ国に拡大し、検査価格を約50％引き下げた。